# 笹川博
笹川 博（ささがわ ひろし、1953年5月5日 - ）は、埼玉県出身の元プロ野球選手（捕手）。現在は横浜DeNAベイスターズの取締役。

## 経歴
中学までは投手だった。野球部監督の長谷川和雄から誘われ、埼玉県立大宮高校に進学。大柄の体格を買われ、捕手に転向した。高校2年生の秋、1970年秋季県大会決勝に進出するが、深谷商の竹内広明に完封を喫する。高校3年生夏の1971年夏の県大会でも準決勝に進むが、熊谷商に敗退し甲子園には出場できなかった。
1971年のドラフト7位で大洋ホエールズへ入団。愛称は「ペロ」。長身の大型捕手として期待されるが、伊藤勲、福嶋久晃、辻恭彦と層の厚い捕手陣もあって一軍に上がれず、主に一軍、二軍でブルペン捕手を務めることが多かった。ファームでは内・外野も経験し、別当薫監督の提案で一時投手にも挑戦した。1980年には博から博史に改名。10年間の現役生活で一度も一軍の試合出場はなく、1981年限りで引退。
引退後はサラリーマンに転身したものの、その直後に球団からの誘いでスカウトに就任。1986年からはスコアラーを務める。その後フロント入りした。1998年に運営部長に就任し、選手の査定などを担当。2003年に失敗続きのFA、外国人選手獲得、トレード補強戦略の責任をとらされ、運営部長から業務部長へ更迭。2009年から取締役･業務部門統括に就任。
女優の岡崎友紀とは、地元の埼玉県で小学校、中学校と同級生だったという。

## 詳細情報

### 年度別打撃成績
- 一軍公式戦出場なし

### 背番号
- 69 （1972年 - 1974年）
- 37 （1975年 - 1981年）

### 登録名
- 笹川 博 （ささがわ ひろし、1972年 - 1979年）
- 笹川 博史 （ささがわ ひろし、1980年 - 1981年）